# Número de Hedström
El número de Hedström ({\displaystyle \mathrm {He} }) es un número adimensional que se utiliza en reología para tratar el flujo de los fluidos no newtonianos, llamados fluidos de Bingham. Sirve para caracterizar el tipo de flujo (laminar o turbulento) del fluidos que siguen la ley de Bingham.

## Etimología
El número de Hedström lleva el nombre del químico sueco Bengt Olof Arvid Hedström.

## Simbología
| Símbolo                       | Nombre                  | Símbolo |
| ----------------------------- | ----------------------- | ------- |
| {\displaystyle \mathrm {Bm} } | Número de Bingham       |         |
| {\displaystyle \mathrm {He} } | Número de Hedström      |         |
| {\displaystyle \mathrm {Re} } | Número de Reynolds      |         |
| {\displaystyle \rho }         | Densidad                | kg / m3 |
| {\displaystyle \mu }          | Viscosidad dinámica     | Pa s    |
| {\displaystyle \tau }         | Tensión cortante        | Pa      |
| {\displaystyle L}             | Longitud característica | m       |

## Descripción
Se define como:
{\displaystyle \mathrm {He} =\mathrm {Bm} \ \mathrm {Re} }
|               | 1 | 2 | 3 |
| ------------- | --- | --- | --- |
| Ecuaciones    | {\displaystyle \mathrm {He} =\mathrm {Bm} \ \mathrm {Re} }                                                                             | {\displaystyle \mathrm {Bm} ={\Bigl (}{\frac {L}{d}}{\Bigr )}{\frac {\tau \ L}{u\ \mu }}}                                              | {\displaystyle \mathrm {Re} ={\frac {\rho \ u\ d}{\mu }}}                                                                              |
| Sustituyendo  | {\displaystyle \mathrm {He} ={\Bigl (}{\frac {L}{d}}{\Bigr )}{\frac {\tau \ L}{u\ \mu }}{\Bigl (}{\frac {\rho \ u\ d}{\mu }}{\Bigr )}} | {\displaystyle \mathrm {He} ={\Bigl (}{\frac {L}{d}}{\Bigr )}{\frac {\tau \ L}{u\ \mu }}{\Bigl (}{\frac {\rho \ u\ d}{\mu }}{\Bigr )}} | {\displaystyle \mathrm {He} ={\Bigl (}{\frac {L}{d}}{\Bigr )}{\frac {\tau \ L}{u\ \mu }}{\Bigl (}{\frac {\rho \ u\ d}{\mu }}{\Bigr )}} |
| Simplificando | {\displaystyle \mathrm {He} ={\frac {\rho \ \tau \ L^{2}}{\mu ^{2}}}}                                                                  | {\displaystyle \mathrm {He} ={\frac {\rho \ \tau \ L^{2}}{\mu ^{2}}}}                                                                  | {\displaystyle \mathrm {He} ={\frac {\rho \ \tau \ L^{2}}{\mu ^{2}}}}                                                                  |

{\displaystyle \mathrm {He} ={\frac {\rho \ \tau \ L^{2}}{\mu ^{2}}}}
Este número se utiliza para determinar el número de Reynolds crítico que indica el paso de un flujo laminar a uno turbulento.
Se calcila empleando la viscosidad plástica del fluido; siendo calculado el nÚmero de Reynolds por la viscosidad aparente. Este criterio se utiliza para en cálculo de flujo en fluidos plásticos ideales.